# Un ange passe (film, 1975)
Cet article possède des paronymes, voir Quand un ange passe et Un ange passe.
Pour plus de détails, voir Fiche technique et Distribution.
Un ange passe est un film français réalisé par Philippe Garrel, sorti en 1975.

## Fiche technique
- Titre : Un ange passe
- Réalisateur : Philippe Garrel
- Scénario, photographie, son, montage : Philippe Garrel
- Musique : Nico
- Production : Philippe Garrel
- Pays de production :  France
- Durée : 80 min
- Date de sortie : 
  - France : 23 avril 1975

## Distribution
- Laurent Terzieff
- Bulle Ogier
- Nico
- Maurice Garrel
- Jean-Pierre Kalfon